# Квалификације за Конкакафове квалификације за Светско првенство у фудбалу за жене 2010.
Квалификације за Конкакафове квалификације за Светско првенство у фудбалу за жене 2010. је било квалификационо такмичење за групну фазу турнира Конкакафове квалификације за Светско првенство у фудбалу за жене 2010. турнира. Ове утакмице су такође служиле као део квалификација за Светско првенство у фудбалу за жене 2011. које је одржано у Немачкој.
У квалификације су ушле укупно 23 репрезентације, 6 у региону Централне Америке (УНКАФ) и 17 у региону Кариба (КФС). Две екипе из Централне Америке и три са Кариба пласирале су се на Конкакаф женско првенство 2010. придруживши се трима преквалификованим тимовима из региона Северне Америке.

## Централна Америка
Победник сваке групе квалификовао се за Конкакафове квалификације за Светско првенство у фудбалу за жене 2010. који се одржавао крајем 2010. године.

### Тромеч А
Све утакмице су игране у Антигва Гватемали, Гватемала.
| Екипа     | Ута | поб | Нер | Изг | ГД | ГП | GD  | Бод |
| --------- | --- | --- | --- | --- | -- | -- | --- | --- |
| Гватемала | 2   | 2   | 0   | 0   | 7  | 2  | +5  | 6   |
| Салвадор  | 2   | 1   | 0   | 1   | 10 | 2  | +8  | 3   |
| Белизе    | 2   | 0   | 0   | 2   | 1  | 14 | −13 | 0   |

| Салвадор                                                                                                 | 9 : 0    | Белизе |
| --- | -------- | ------ |
| Роса Мерино 9’ · Патриција Кампос 15’, 29’ · Керен Ландаверде 17’, 68’ · Ингрид Рамос 69’, 86’, 87’, 90’ | Извештај |        |

| Гватемала                              | 2 : 1    | Салвадор             |
| -------------------------------------- | -------- | -------------------- |
| Кетрин Рамос 12’ · Мајури Кајетано 55’ | Извештај | Керен Ландаверде 35’ |

| Гватемала                                                                            | 5 : 1    | Белизе            |
| ------------------------------------------------------------------------------------ | -------- | ----------------- |
| Андреа Тобар 45’ · Кетрин Рамос 48’ · Мајури Кајетано 61’, 72’ · Глорија Лохаиза 70’ | Извештај | Тара Ернандез 55’ |

### Тромеч Б
Све утакмице су игране у Манагви, Никарагва.
| Екипа     | Ута | поб | Нер | Изг | ГД | ГП | GD | Бод |
| --------- | --- | --- | --- | --- | -- | -- | -- | --- |
| Костарика | 2   | 2   | 0   | 0   | 4  | 0  | +4 | 6   |
| Никарагва | 2   | 1   | 0   | 1   | 2  | 3  | −1 | 3   |
| Хондурас  | 2   | 0   | 0   | 2   | 1  | 4  | −3 | 0   |

| Никарагва                               | 2 : 1    | Хондурас           |
| --------------------------------------- | -------- | ------------------ |
| Вирхинија Лово 31’ · Хулиса Асеведо 86’ | Извештај | Рафаела Турсиос 9’ |

| Хондурас | 0 : 2    | Костарика                                  |
| -------- | -------- | ------------------------------------------ |
|          | Извештај | Каролина Венегас 39’ · Фабиола Санчез] 81’ |

| Никарагва | 0 : 2    | Костарика                                 |
| --------- | -------- | ----------------------------------------- |
|           | Извештај | Ракел Родригез 24’ · Каролина Венегас 37’ |

## Кариби

### Прва рунда
Куба и Тринидад и Тобаго су испале у првом колу.
Победник сваке групе напредовао је, заједно са најбољим од пет другопласираних репрезентација.

#### Група А
Све утакмице групе А су игране у Џорџтауну, Гвајана.
| Екипа                    | Ута | поб | Нер | Изг | ГД | ГП | GD | Бод |
| ------------------------ | --- | --- | --- | --- | -- | -- | -- | --- |
| Гвајана                  | 2   | 2   | 0   | 0   | 3  | 0  | +3 | 6   |
| Суринам                  | 2   | 1   | 0   | 1   | 1  | 2  | −1 | 3   |
| Сент Винсент и Гренадини | 2   | 0   | 0   | 2   | 0  | 2  | −2 | 0   |

| Суринам               | 1 : 0    | Сент Винсент и Гренадини |
| --------------------- | -------- | ------------------------ |
| [Аиса Смит 65’ (пен.) | Извештај |                          |

| Гвајана                                  | 2 : 0    | Суринам |
| ---------------------------------------- | -------- | ------- |
| Британи Персауд 19’ · Алисон Хејдорн 47’ | Извештај |         |

| Гвајана            | 1 : 0    | Сент Винсент и Гренадини |
| ------------------ | -------- | ------------------------ |
| Алисон Хејдорн 60’ | Извештај |                          |

#### Група Б
Све утакмице групе Б су игране у Бајамону, Порторико.
| Екипа             | Ута | поб | Нер | Изг | ГД | ГП | GD  | Бод |
| ----------------- | --- | --- | --- | --- | -- | -- | --- | --- |
| Порторико         | 2   | 2   | 0   | 0   | 13 | 0  | +13 | 6   |
| Сент Китс и Невис | 2   | 1   | 0   | 1   | 2  | 7  | −5  | 3   |
| Доминика          | 2   | 0   | 0   | 2   | 0  | 8  | −8  | 0   |

| Сент Китс и Невис                | 2 : 0    | Доминика |
| -------------------------------- | -------- | -------- |
| Чарнел Артхуртон 84’ · Пауел 89’ | Извештај |          |

| Порторико | 7 : 0    | Сент Китс и Невис |
| --- | -------- | ----------------- |
| Алиша Тирељи 5’ · Есмералда Негрон 6’, 53’, 84’ · Ислара Родригез 25’ · Кармен рејес 31’ · Росио Ернандез 44’ | Извештај |                   |

| Порторико                                                                                 | 6 : 0    | Доминика |
| ----------------------------------------------------------------------------------------- | -------- | -------- |
| Алекса Кардона 31’, 83’ · Росио Ернандез 62’ · Ванеса Тусет 67’, 89’ · Анхемар Феликс 70’ | Извештај |          |

#### Група Ц
Све утакмице групе Ц су игране у Сент Џонс, Антигва и Барбуда.
| Екипа                      | Ута | поб | Нер | Изг | ГД | ГП | GD | Бод |
| -------------------------- | --- | --- | --- | --- | -- | -- | -- | --- |
| Света Луција               | 2   | 2   | 0   | 0   | 9  | 1  | +8 | 6   |
| Антигва и Барбуда          | 2   | 1   | 0   | 1   | 4  | 3  | +1 | 3   |
| Америчка Девичанска Острва | 2   | 0   | 0   | 2   | 1  | 10 | −9 | 0   |

| Антигва и Барбуда | 1 : 2    | Света Луција                       |
| ----------------- | -------- | ---------------------------------- |
| Аргел Ландон 2’   | Извештај | Елајса Маркис 40’ · Ванеса Жан 44’ |

| Америчка Девичанска Острва | 0 : 7    | Света Луција                                                                               |
| -------------------------- | -------- | ------------------------------------------------------------------------------------------ |
|                            | Извештај | Џоен Алфонс 8’ · Ванеса Жан 27’, 33’, 60’ · Вердан Фредерик 47’, 61’ · Занике Селестин 85’ |

| Антигва и Барбуда                                     | 3 : 1    | Америчка Девичанска Острва |
| ----------------------------------------------------- | -------- | -------------------------- |
| Џорџета Луис 52’ · Одеал Сајмон 58’ · Хајди Томас 90’ | Извештај | [Макеш Тејлор 90’          |

#### Група Д
Све утакмице групе Д су игране у Санто Домингу, Доминиканска Република.
| Екипа                  | Ута | поб | Нер | Изг | ГД | ГП | GD | Бод |
| ---------------------- | --- | --- | --- | --- | -- | -- | -- | --- |
| Хаити                  | 2   | 2   | 0   | 0   | 7  | 1  | +6 | 6   |
| Доминиканска Република | 2   | 1   | 0   | 1   | 4  | 3  | +1 | 3   |
| Теркс и Кејкос         | 2   | 0   | 0   | 2   | 1  | 8  | −7 | 0   |

| Доминиканска Република                   | 3 : 1    | Теркс и Кејкос    |
| ---------------------------------------- | -------- | ----------------- |
| Бецаида Убри 29’, 55’ · Бренда Фриас 75’ | Извештај | Латигва Барнет 1’ |

| Теркс и Кејкос | 0 : 5    | Хаити                                                                                  |
| -------------- | -------- | -------------------------------------------------------------------------------------- |
|                | Извештај | Вислин Долсе 2’ · Аделин Сентилмонд 25’ · Софија Батард 45’ · Фернанде Хилајр 71’, 78’ |

| Доминиканска Република       | 1 : 2    | Хаити                                    |
| ---------------------------- | -------- | ---------------------------------------- |
| Ана Одализа Дијаз 42’ (пен.) | Извештај | Аделин Сентилмонд 28’ · Вислин Долсе 84’ |

#### Група Е
Све утакмице групе Е су игране у Бриџтауну, Барбадос.
| Екипа    | Ута | Поб | Нер | Изг | ГД | ГП | ГР | Бод |
| -------- | --- | --- | --- | --- | -- | -- | -- | --- |
| Барбадос | 2   | 2   | 0   | 0   | 7  | 0  | +7 | 6   |
| Ангвила  | 2   | 1   | 0   | 1   | 2  | 3  | −1 | 3   |
| Гренада  | 2   | 0   | 0   | 2   | 0  | 6  | −6 | 0   |

| Барбадос                   | 3 : 0    | Ангвила |
| -------------------------- | -------- | ------- |
| Тијана Хекет 17’, 60’, 83’ | Извештај |         |

| Ангвила                            | 2 : 0    | Гренада |
| ---------------------------------- | -------- | ------- |
| Мелеса Андерсон 9’ · Ричардсон 12’ | Извештај |         |

| Барбадос                                                             | 4 : 0    | Гренада |
| -------------------------------------------------------------------- | -------- | ------- |
| Козет Братвајт 9’ · Тијана Хекет 46’, 87’ (пен.) · Шарин Томпсон 83’ | Извештај |         |

#### Рангирање другопласираних у групи
Најбољи тим се пласирао у други круг.
| Група | Екипа                  | Ута | Поб | Нер | Изг | ГД | ГП | ГР | Бод |
| ----- | ---------------------- | --- | --- | --- | --- | -- | -- | -- | --- |
| C     | Антигва и Барбуда      | 2   | 1   | 0   | 1   | 4  | 3  | +1 | 3   |
| D     | Доминиканска Република | 2   | 1   | 0   | 1   | 4  | 3  | +1 | 3   |
| E     | Ангвила                | 2   | 1   | 0   | 1   | 2  | 3  | −1 | 3   |
| A     | Суринам                | 2   | 1   | 0   | 1   | 1  | 2  | −1 | 3   |
| B     | Сент Китс и Невис      | 2   | 1   | 0   | 1   | 2  | 7  | −5 | 3   |

Антигва и Барбуда и Доминиканска Република завршиле су равноправно као најбољи другопласирани. Антигва и Барбуда је боље прошла на жребу и прошла даље.

### Друго коло
Победник из сваке групе напредовао је на финални турнир квалификација за Светско првенство у Конкакафа за жене 2010. Другопласиране су се паласирале у плеј-оф.

#### Група Ф
Све утакмице групе Ф су игране у Макоја, Тринидад и Тобаго.
| Екипа             | Ута | Поб | Нер | Изг | ГД | ГП | ГР  | Бод |
| ----------------- | --- | --- | --- | --- | -- | -- | --- | --- |
| Тринидад и Тобаго | 3   | 3   | 0   | 0   | 14 | 1  | +13 | 9   |
| Гвајана           | 3   | 2   | 0   | 1   | 11 | 3  | +8  | 6   |
| Барбадос          | 3   | 1   | 0   | 2   | 4  | 11 | −7  | 3   |
| Света Луција      | 3   | 0   | 0   | 3   | 4  | 18 | −14 | 0   |

| Гвајана                                                  | 3 : 0    | Барбадос |
| -------------------------------------------------------- | -------- | -------- |
| Мерием Ел-Масри 9’ · Ешли Родригез 37’ · Ешли Савона 55’ | Извештај |          |

| Тринидад и Тобаго                                                                   | 6 : 1    | Света Луција |
| ----------------------------------------------------------------------------------- | -------- | ------------ |
| Кендис Едвардс 11’, 23’ · Кења Корднер 19’, 52’ · Акила Молон 56’ · Мараја Шејд 87’ | Извештај | Alphonse 60’ |

| Света Луција | 0 : 8    | Гвајана |
| ------------ | -------- | --- |
|              | Извештај | Мерием Ел-Масри 9’ · Ешли Родригез 11’, 54’ · Алисон Хејдорн 15’, 58’, 64’ · Дарија Овен 47’ · Јустина Родригес 63’ |

| Тринидад и Тобаго                                                     | 5 : 0    | Барбадос |
| --------------------------------------------------------------------- | -------- | -------- |
| Ерин Кинг 5’, 11’, 48’ · Сораја Херберт 72’ (а.г.) · Кења Корднер 90’ | Извештај |          |

| Барбадос                                     | 4 : 3    | Света Луција                             |
| -------------------------------------------- | -------- | ---------------------------------------- |
| Стивенсон 19’ · Косет Братвајт 35’, 50’, 55’ | Извештај | Џамила Анри 71’, 86’ · Елаиса Маркис 78’ |

| Тринидад и Тобаго                        | 3 : 0    | Гвајана |
| ---------------------------------------- | -------- | ------- |
| Кења Корднер 15’, 65’ · Афија Матиас 34’ | Извештај |         |

#### Група Г
Све утакмице групе Г су игране у Марбељи, Тринидад и Тобаго.
| Екипа             | Ута | Поб | Нер | Изг | ГД | ГП | ГР  | Бод |
| ----------------- | --- | --- | --- | --- | -- | -- | --- | --- |
| Хаити             | 3   | 3   | 0   | 0   | 9  | 1  | +8  | 9   |
| Куба              | 3   | 2   | 0   | 1   | 10 | 7  | +3  | 6   |
| Порторико         | 3   | 1   | 0   | 2   | 11 | 6  | +5  | 3   |
| Антигва и Барбуда | 3   | 0   | 0   | 3   | 2  | 18 | −16 | 0   |

| Куба                                                             | 4 : 3    | Порторико                                    |
| ---------------------------------------------------------------- | -------- | -------------------------------------------- |
| Језенија Гаљардо 37’, 67’ · Јаремис Фуенте 50’ · Лорејн Круз 56’ | Извештај | Алисија Тирељи 72’, 75’ · Росио Ернандез 85’ |

| Антигва и Барбуда | 1 : 4    | Хаити                                                                                       |
| ----------------- | -------- | ------------------------------------------------------------------------------------------- |
| Арџел Ландон 36’  | Извештај | Манучека Пјер Луис 19’ · Софија Батард 42’ · Кармелија Аристилде 43’ · Татјана Мателиер 49’ |

| Хаити                                                     | 3 : 0    | Куба |
| --------------------------------------------------------- | -------- | ---- |
| Фиорда Чарлс 52’ · Кимберли Булос 75’ · Саманта Бренд 86’ | Извештај |      |

| Порторико | 8 : 0    | Антигва и Барбуда |
| --- | -------- | ----------------- |
| Ангемар Фелокс 4’, 16’ · Есмералда Негрон 18’, 72’ · Денис Солтеро 35’ · Кармен Рејес 39’ · Марта Табоас 84’ · Џеки Гера 90’ | Извештај |                   |

| Хаити                                          | 2 : 0    | Порторико |
| ---------------------------------------------- | -------- | --------- |
| Аделин Сентилмонд 16’ · Манучека Пјер Луис 87’ | Извештај |           |

| Куба                                                                                      | 6 : 1    | Антигва и Барбуда |
| ----------------------------------------------------------------------------------------- | -------- | ----------------- |
| Језенија Гаљардо 8’, 11’, 64’ · Јоана Калдерон 35’ · Рејчел Пелаез 50’ · Марија Перез 75’ | Извештај | Кај Јакобс 82’    |

### Карипски плеј-оф
Победник плеј-офа се пласирао у Конкакафове квалификације за Светско првенство у фудбалу за жене 2010. завршни турнир који се одржавао крајем 2010. године.
| Тим #1 | рез.  | Тим #2  | прва утакмица | друга утакмица |
| ------ | ----- | ------- | ------------- | -------------- |
| Куба   | 2 : 3 | Гвајана | 1 : 0         | 1 : 3          |

| Куба                 | 1 : 0    | Гвајана |
| -------------------- | -------- | ------- |
| Јазенија Гаљардо 21’ | Извештај |         |

| Гвајана                                                              | 3 : 1    | Куба                 |
| -------------------------------------------------------------------- | -------- | -------------------- |
| Ашли Родригез 37’ (пен.) · Британи Персауд 44’ · Џастин Родригез 48’ | Извештај | Јазенија Гаљардо 35’ |

Гвајана је победила укупним резултатом 3 : 2 и пласирала се на завршни турнир Конкакафове квалификације за Светско првенство у фудбалу за жене 2010.